# Поляхова
Поляхова (у 1963–2012 роках — Поляхове) — село в Україні, у Теофіпольській селищній громаді Хмельницького району Хмельницької області. Населення становить 1118 осіб. До 2020 орган місцевого самоврядування — Поляхівська сільська рада.

## Загальні відомості
Село розташоване на річці Семенівка. Відстань до Теофіполя — 18 км.

## Назви
Колишні назви: Лебедин (давньоруське городище, знищене в 1286 р.), Поляхівське болото (1421 р.), Поляхівка, Поляхове (1963—2012 рр.).

## Археологічні розвідки
На північній околиці села є близько 20 залишків погребів і підвалів, поблизу яких знаходили залізні вироби та рештки посуду. Також на околицях села є кургани, очевидно, часів Київської Русі, кожен з яких мав назву — «Зайцева могила», «Півнева могила», «Катова могила». В середині ХІХ ст. дворянин Мірецький на городі знайшов великий металевий лускатий панцир із наплічниками. Дані знахідки і рештки можуть, ймовірно, бути підтвердженням існування городища Лебедина.

## Історія
Вперше згадується в дарчому акті від 21 серпня 1421 року великого князя литовського Вітовта, який віддав його разом з іншими селами Павлу Єловицькому. У цьому документі Поляхове згадується не як поселення, а як заболочена місцевість.
7 (20) листопада 1917 року, відповідно до.Третього Універсалу Української Центральної Ради, увійшло до складу Української Народної Республіки.
12 червня 2020 року, відповідно до розпорядження Кабінету Міністрів України № 727-р «Про визначення адміністративних центрів та затвердження територій територіальних громад Хмельницької області», увійшло до складу Теофіпольської селищної громади.
19 липня 2020 року, в результаті адміністративно-територіальної реформи та ліквідації Теофіпольського району, село увійшло до складу Хмельницького району.

## Релігія
| Рік  | Православні | Римо-католики | Іудеї | Протестанти |
| ---- | ----------- | ------------- | ----- | ----------- |
| 1866 | 732         | 227           | 17    | 6           |
| 1887 | 1387        | 367           | 43    |             |
| 1930 | 1562        | 503           |       |             |
| 1937 | 1510        |               |       |             |

### Православні

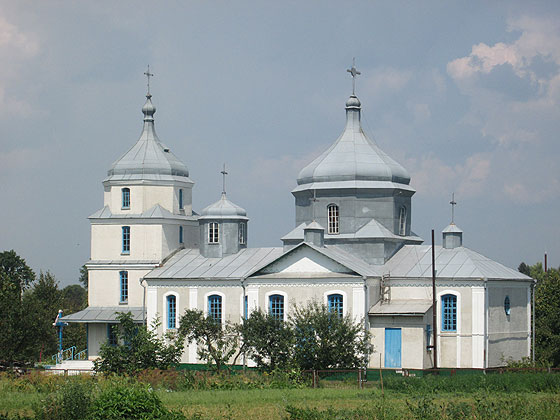
Церква Покрову Пресвятої Богородиці в с. Поляхова

До 1596 р. жителі села сповідували християнство східного обряду в складі Київської митрополії Константинопольського патріархату.
Після Берестейської церковної унії 1596 р. жителі Поляхови відносились до Заславського деканату Луцької єпархії унійної (греко-католицької) церкви. В часи унії село було приписане до Свято-Михайлівської церкви с. Шарлаївка (суч. Волиця). Свого храму в цей час в селі не було, лише каплиця на кладовищі. Після поділів Речі Посполитої, село увійшло до складу Російської імперії. Фактично відразу царська влада взялася за ліквідацію унійної церкви і змушувала переходити з унії до Російської православної церкви.
Перша дерев'яна кладовищна церква Успіння Пресвятої Богородиці була збудована в XIX ст. З 1889 року церква була приписана до Свято-Дмитріївської церкви в с. Кузьминцях. На поч. XX ст. церква була в аварійному стані, тому в 1911 році підрядчик єврей Рейвах (івр. ריבך) розпочав будівництво нової двоглавої мурованої церкви.
Узимку 1921 р. розпочався процес створення самостійної парафії Свято-Успенської церкви. 19 січня 1921 р. схід села Кузьминець ухвалив рішення наділити священника Олексія Підгородецького та дячка Аристарха Мартишевського землею та всім необхідним, щоб всі недільні служби відправлялись лише в церкві Кузьминець. 15 лютого схід села в Поляхові постановив просити єпископа про виділення села в самостійну парафію, перевести священника Євфимія Никифорова з села Малі Пузирки в Поляхову та допустити жителя села Зиновія Романюка до обов'язків дячка, а також, побудувати впродовж 1921 року будинок та господарські споруди для священника, надати землю та забезпечити зерном. 24 лютого (9 березня за н. ст.) 1921 року, Волинська єпархіальна рада видала дозвіл на створення самостійної парафії в Поляхові та призначення священником Євфимія Никифорова і дячком Зиновія Романюка. Також за церковну агітацію в 1936 році до 5 років виправно-трудових таборів засудили Карпа Томчука.
Під час більшовицьких гонінь на церкву, уже 6 грудня 1930 р. священника Юхима Никанорова та дячка Зиновія Романюка заарештували. Доля священника невідома (можливо був розстріляний), а колишній дячок З. Романюк в 1942 р. вийшов на волю за станом здоров'я. В 1934—1936 р. пройшла хвиля руйнації Успенської церкви (знято куполи, побілено стіни, знищено церковний архів — метричні книги і т. ін.). До приходу нацистів будівля церкви використовувалась під магазин.
У 1942 році німці дозволили відновити церкву і відправляти служби українською мовою. Церква діяла до кінця 1945 р. поки знову не була перетворена на магазин, а в 1974—1975 рр. остаточно розібрана. Також постраждало старе кладовище біля зруйнованої церкви, яке розгорнули, а землю і кістяки вивезли до кар'єру.
Процес духовного відновлення розпочався наприкінці перебудови. В 1989 р. схід села обрав общину на чолі з Іваном Стасишиним та постановив добиватись дозволу на будівництво церкви. За сприяння місцевого колгоспу на чолі з Лідією Самойлюк розпочалось будівництво, яке тривало до початку осені 1991 р. 16 листопада 1991 р. було освячено храм, але не як зруйнований Успенськоий, а Покровський.
2018 року на сільському кладовищі збудовано муровану каплицю.
У травні 2023 р. схід села більшості голосів ухвалив рішення про перепідпорядкування храму до Православної Церкви України. 25 травня 2023 р. о. Зиновій, вперше за весь час існування храму, провів молебень за захисників українською мовою.

###### Священники
- Євфимій Никифоров, з 24 лютого (9 березня) 1921 р. — кін. 1920-х рр.;
- Юхим Никифорович Никаноров, кінець 1920-х рр. — заарештований 6 березня 1930 р.;
- Іван Лук'янович Дроздовський, 1942—1945 рр.;
- Сергій Якимчук, 1945/1946 р. — ?;
- Василь Іванович Гребенюк, жовтень 1991 р. — жовтень 2003 р.;[12]
- Іван Степанович Штогун, жовтень 2003 р. — травень 2023 р.;
- Зиновій Пилат, з травня 2023 р.

### Римо-католики
В Поляхові до 1930-х рр. проживало багато польських сімей римо-католицького віросповідання. Свого храму місцеві римо-католики не мали, тому були приписані до костелу в Білогородці. В костелі зберігались цінні документи, в яких містилася інформація про народження, укладання шлюбів, смерть парафіян, в тому числі з Поляхови. Станом на 1897 р. в селі проживало 367 католиків, а в 1936 р. — понад 500. Відносини з православними населенням було досить дружнім, нерідко траплялися випадки змішаних шлюбів. Місцеві римо-католики займалися землеробством, а після встановлення більшовицької диктарури — працювали в колгоспах.
19 липня 1936 року під грифом «Цілком таємно» з Вінницького обкому КП(б)У було надіслано директиву Теофіпольському райкому КП(б)У, в якій йшлося про виселення польського населення з прикордонної смуги до Казахстану. В 1936 році до Казахстану з села на довічне поселення без права повернення було депортовано 125 польських сімей (503 особи). В результаті цієї акції римо-католицька конфесія в Поляхові була ліквідована.

### Протестанти
Протестантська деномінація представлена Євангельськими християнами баптистами. Також в селі є прихильники свідків Єгови.

### Юдеї
В Поляхові в ХІХ — на початку ХХ ст. існувала велика юдейська громада. За переписом населення 1897 р. в селі проживало 43 євреїв. Відомостей про культові споруди в селі відсутні, можемо лише припустити, що вони відвідували найближчу синагогу в Теофіполі. Залишків єврейського окописька на теренах села немає.

## Освіта
В 1865 році відкрилась церковно-приходська школа.
На початку XX ст. в школі учитель Н. Ткачук навчав 36 учнів.
В 1917 році у 4-х класах навчався 51 учень (учитель Д. Гнатюк).
В 1921 році відкрилась чотирирічна трудова школа в колишньому поміщицькому будинку. 1924 р. — в школі навчається 141 учень, учитель А. Гнатюк.
1932 р. відкрито неповну середню школу. 1940 — навчається 385 учнів, працює 12 учителів.
1941—1944 рр. — під час нацистської окупації школа не працювала.
1944 р. — відбудова приміщення, відкриття семирічної школи, а з 1945 — вечірньої семирічки.
1950 р. — відкриття середньої школи.
1975 р. будівництво колгоспним коштом нового двоповерхового приміщення школи.
2000 р. середню школу реорганізовано в НВК «ЗОШ І-ІІІ ступенів-колегіум»
2022 р. НВК реорганізовано в ліцей зі статусом опорної школи.

## Культура
Наприкінці 1923 р. в Поляхові відкрито хату-читальню, при якій також діяв театр на 120 місць.

## Уродженці села
- Олександр Томчук (1910—1997) — український педагог, викладач, ректор Глухівського педінституту (1954—1971).
- Сергій Поляхов — український військовослужбовець, актор, учасник російсько-української війни.[14]